# Lange Nieuwstraat (IJmuiden)

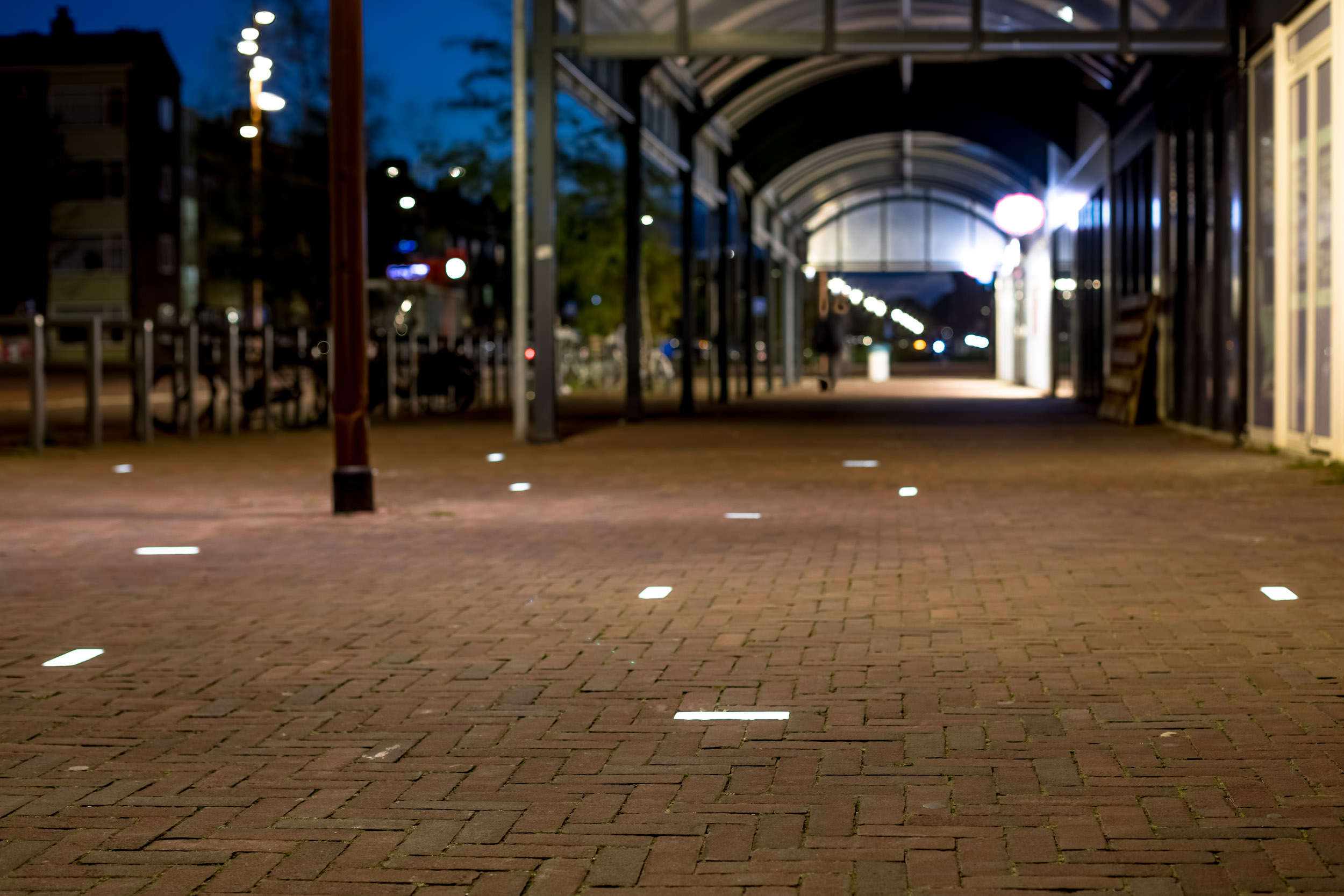

De Lange Nieuwstraat is een lange en rechte straat en de belangrijkste winkelstraat van het tot de gemeente Velsen behorende IJmuiden in Noord-Holland. De straat loopt evenwijdig aan het Noordzeekanaal van oost naar west maar ligt een stuk ten zuiden daarvan. De straat begin bij het Plein 1945 bij het stadhuis van Velsen en het oorlogsmonument en de Zeeweg en loopt door tot de rotonde bij het Gijzenveltplantsoen en  Moerbergplantsoen en gaat daar over in de Planetenweg.
De straat werd gerealiseerd als onderdeel van het wederopbouwplan na de Tweede Wereldoorlog en werd  ontworpen door de architect en stedebouwkundige Willem Dudok in samenwerking met een aantal jonge architecten die elk een deel van de wijk mochten ontwerpen. Er werd gebouwd volgens een nieuwe structuur met ruime woningen met daaronder winkels en veel groenstroken met publieke voorzieningen. De 2,8 kilometer lange straat was daarmee een lange en nieuwe straat waarmee tevens de naam wordt verklaard en werd het winkelhart van IJmuiden met een groot aantal winkels, waaronder de bekende ketens met tot 1990 ook een filiaal van Vroom & Dreesmann. De winkels bevinden zich voornamelijk aan de noordzijde van de straat.
De straat werd in 2016 heringericht omdat deze toen toe was aan groot onderhoud. Hiervoor heeft de gemeente een onderzoek naar de leefbaarheid voor omwonenden en het winkelend publiek ingesteld met verbetering van de verkeersveiligheid en optimale voorzieningen voor het openbaar vervoer waaronder een R-netlijn die hier vanaf september 2017 is gaat rijden. Ook heeft men het gehele winkelgebied een kwaliteitsimpuls gegeven en aantrekkelijker gemaakt voor het winkelend publiek uit zowel IJmuiden als de directe omgeving. In een eerder plan uit 2009 zou in de Lange Nieuwstraat een 'koopgoot' komen vergelijkbaar met die in Rotterdam waarbij diverse (grote) winkelketens een nieuw filiaal in het nieuwe stadshart zouden openen. In juni 2011 verdween dit plan echter van tafel.
Connexxion buslijnen 3, 74, 382 en 385 rijden door de straat en hebben er in totaal in beide richtingen een viertal haltes maar de R-netlijnen 382 en 385 bedienen minder haltes.